# Skorradalshreppur
Skorradalshreppur é um município na Islândia. Em 2021 tinha uma população estimada em 66 habitantes.